# Vinko Golob
Vinko Golob est un footballeur international yougoslave (bosniaque), né le 22 avril 1921 à Bileća et mort le 5 septembre 1995.

## Biographie
En tant qu'attaquant, il fut international yougoslave que lors d'un match, pour aucun but marqué. Sa seule sélection fut contre l'Albanie, à Belgrade, le 27 juin 1948, match qui se solda par un score de 0-0.
Il joua dans différents clubs européens (Slavia Varazdin, HŠK Concordia, Dinamo Zagreb, Bohemians Prague, Toulouse FC, AC Venise (cédé par le TFC contre 3,9 millions de francs) et  AC Vigevano), ne remportant qu'un championnat de Croatie en 1942.

## Palmarès
- Championnat de Croatie de football
  - Champion en 1942
- Coupe de Croatie de football
  - Finaliste en 1941